# Collari d'oro al merito sportivo 2017
La cerimonia di premiazione dei collari d'oro al merito sportivo del 2017 si è svolta il 19 dicembre 2017 nella Sala delle Armi del Parco del Foro Italico, salone d'onore del Comitato olimpico nazionale italiano, in diretta televisiva su Rai2. Erano presenti, tra gli altri, il Presidente del Consiglio Paolo Gentiloni, il Presidente del CONI, Giovanni Malagò, il Presidente del CIP, Luca Pancalli e il Ministro dello Sport, Luca Lotti.
Gli ambiti riconoscimenti sono stati assegnati ad atleti, dirigenti e tecnici vincitori di un Campionato Mondiale di Specialità Olimpiche e Paralimpiche nel 2017, e alle discipline motoristiche. Inoltre sono stati premiati i membri della squadra Nazionale di calcio vincitrice del Campionato del mondo in Spagna nel 1982.
Premiati anche campioni che, impossibilitati a partecipare alla precedente cerimonia nel 2016, hanno ricevuto il Collare d'oro in questa occasione.
Nella circostanza è avvenuta la consegna della Palma d'oro al Merito tecnico per tecnici sportivi, della Stella d'oro al Merito Sportivo per testate giornalistiche ed infine il Premio al vincitore del Trofeo CONI.. 

## Collari d'oro al merito sportivo

### Atleti
- Canottaggio: Matteo Lodo, Giuseppe Vicino, (Due senza);
- Ciclismo: Vincenzo Nibali (Vincitore del Giro d’Italia 2016);[1]
- Motociclismo: Antonio Cairoli, Kiara Fontanesi (per il 2016)[1] (Motocross), Franco Morbidelli (Velocità Moto 2);
- Nuoto: Gabriele Detti (800 m sl), Gregorio Paltrinieri (1500 m sl), Federica Pellegrini (200 m Stile Libero);
- Scherma: Paolo Pizzo (Spada individuale), Martina Batini, Arianna Errigo, Camilla Mancini, Alice Volpi (Fioretto a squadre), Martina Criscio, Rossella Gregorio, Loreta Gulotta, Irene Vecchi (Sciabola a squadre), Giorgio Avola, Andrea Cassarà, Alessio Foconi, Daniele Garozzo (Fioretto a squadre);
- Sport Invernali: Federico Pellegrino (Sci di Fondo, Sprint Tecnica Libera);
- Tiro a Volo: Daniele Resca (Fossa Olimpica), Gabriele Rossetti (Skeet), Jessica Rossi (Fossa Olimpica);
- Tiro con l'Arco: Marco Galiazzo, Mauro Nespoli, David Pasqualucci (Arco Olimpico a squadre).

### Dirigenti
- Ivo Ferriani (Presidente IBSF);
- Gianni Infantino (Presidente FIFA,
- Julio César Maglione (Presidente FINA)

### Campioni del mondo prima del 1995
- Calcio: Alessandro Altobelli, Giancarlo Antognoni, Franco Baresi, Giuseppe Bergomi, Ivano Bordon, Antonio Cabrini, Franco Causio, Fulvio Collovati, Bruno Conti, Giuseppe Dossena, Giovanni Galli, Claudio Gentile, Francesco Graziani, Gianpiero Marini, Daniele Massaro, Gabriele Oriali, Paolo Rossi, Gaetano Scirea (alla memoria), Franco Selvaggi, Marco Tardelli, Pietro Vierchowod, Dino Zoff.

### Società sportive
- Bologna Football Club 1909 S.p.A.,
- Moto Club Pavia,
- Circolo del Golf di Roma Acquasanta,
- Rari Nantes Torino S.S.D. A.r.l.,
- Società Ginnastica Etruria A.S.D.

### Stella d'oro al Merito Sportivo
- Corriere dello Sport
- Tuttosport

### Palma d'oro al Merito tecnico
- Calcio: Enzo Bearzot (alla memoria);
- Marco Bonitta, Attilio Calatroni, Francesco Cattaneo, Fabio Conti, Maurizio Marchetto, Dario Romano, Bogdan Tanjević;

### Trofeo CONI 2017
- Comitato Regionale CONI Lombardia

### Atleti paralimpici
- Atletica; Martina Caironi (100 m e Salto in Lungo T42), Arjola Dedaj (Salto in Lungo F11), Assunta Legnante (Getto del Peso F12- Cat. F11),
- Canoa; Gabriel Esteban Farias (200 m cat. KL1);
- Ciclismo: Paolo Cecchetto (Prova a Cronometro H3 e Staffetta H2-5), Luca Mazzone (Prova a Cronometro e in Linea H2 e Staffetta H2-5), Alessandro Zanardi (Prova a Cronometro H5 e Staffetta H2-5), Francesca Porcellato (Prova in Linea e a Cronometro H3),
- Karate: Pasquale Longobardi (Kumite Open);
- Nuoto: Simone Barlaam (50 m e 100 m Stile Libero S9), Francesco Bettella (50 m e 100 m Dorso S1), Monica Boggioni (50 m e100 m Stile Libero S4 e 150 m Misti SM4), Antonio Fantin (400 m Stile Libero S6), Giulia Ghiretti (100 m Rana SB4), Carlotta Gilli (100 m Dorso, 50 m e 100 m Stile Libero, 100 m Farfalla e 200 m Misti S13), Efrem Morelli (50 m Rana SB3 e 150 m Misti SM4), Federico Morlacchi (200 m Misti SM9 e 400 m Stile libero S9), Alessia Scortechini (100 m Stile Libero e 100 m Farfalla S10);
- Scherma: Alessio Sarri (Sciabola individuale Cat. B), Beatrice Vio (Fioretto Individuale Cat. B e fioretto a squadre), Andreea Mogos, Loredana Trigilia (Fioretto a squadre), Matteo Betti, Marco Cima, Emanuele Lambertini, Gabriele Leopizzi (Fioretto a squadre);
- Sci Alpino; Giacomo Bertagnolli (Super Combinata Cat. VI), Fabrizio Casal (guida);
- Tennistavolo: Andrea Borgato, Federico Falco (Gara a squadre Classe 1), Michela Brunelli, Giada Rossi (Gara a Squadre Classe 1-3);
- Tiro con l'Arco: Elisabetta Mijno, Stefano Travisani (Gara a Squadre Mista Arco Olimpico - Open);